# Kimi ga Ita Kara
Singles de Crystal Kay
Forever
(2012) Revolution
(2015)
Kimi ga Ita Kara est le 30e single de la chanteuse Crystal Kay et le 4e sorti sous le label Universal Music Japan le 3 juin 2015 au Japon. Il arrive 27e à l'Oricon et reste classé 6 semaines.
Forever a été utilisé comme thème musical pour le drama Wild Heroes.

## Liste des titres
| 1. | Kimi ga Ita Kara (君がいたから)                |  |
| 2. | The Light                                      |  |
| 3. | My Heart Beat                                  |  |
| 4. | Monologue                                      |  |
| 5. | Kimi ga Ita Kara (instrumental) (君がいたから) |  |

| 1. | Kimi ga Ita Kara (Clip Vidéo) (君がいたから) |  |
| 2. | Making of                                    |  |